# Kerridanio
Kerridanio (Danio kerri) är en fiskart som beskrevs av Hugh McCormick Smith 1931. Kerridanio ingår i släktet Danio och familjen karpfiskar. IUCN kategoriserar arten globalt som livskraftig. Inga underarter finns listade i Catalogue of Life.